# جذب سطحی با نوسان فشار

شماتیک فرایند جداسازی گازها (PSA). "aria" محل ورودی گاز است. همچنین به تقارن موجود در دو شکل، دقت کنید.

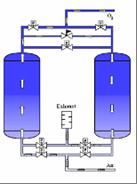
تولید نیتروژن به کمک فرایند PSA

جذب سطحی با نوسان فشار (PSA) روشی برای جداسازی بعضی گازها از یک مخلوط گازی (مثل هوا) تحت فشار است. این کار بر اساس ویژگی‌های مولکولی گازها و تمایلشان به مواد جاذب انجام می‌شود. این فرایند در دمای معمولی اتاق کار می‌کند و با تقطیر کریوژنیک (برودتی) که معمولاً برای جداسازی گازها استفاده می‌شود، تفاوت بسیاری دارد. در این فرایندها از موادی مانند زئولیت‌ها یا کربن فعال استفاده می‌شود که به‌طور انتخابی گاز مورد نظر را در فشارهای بالا جذب می‌کنند، سپس فشار را پایین می‌آورند تا گاز جذب شده آزاد شود.

## فرایندها
فرایند جذب نوسان فشاری (PSA) بر این اساس است که تحت فشار بالا، گازها به سطح جامد می‌چسبد، یعنی «جذب» می‌شوند. هر چه فشار بیشتر باشد، گاز بیشتری جذب می‌شود. وقتی فشار کم می‌شود، گاز آزاد می‌شود یا «واجذب» می‌شود. PSA برای جداسازی گازهای یک مخلوط قابل استفاده است، چون گازهای مختلف به سطح جامد معین به میزان مختلفی جذب می‌شوند؛ مثلاً، اگر مخلوط گازی مثل هوا تحت فشار از داخل یک مخزن که حاوی بستری از زئولیت است عبور کند، زئولیت نیتروژن را قوی‌تر از اکسیژن جذب می‌کند. در نتیجه، بخشی از نیتروژن در بستر باقی می‌ماند و گازی که از مخزن خارج می‌شود، غنی‌تر از اکسیژن نسبت به مخلوط ورودی خواهد بود. وقتی بستر به حداکثر ظرفیت خود برای جذب نیتروژن برسد، می‌توان با کاهش فشار، نیتروژن جذب شده را آزاد کرد. پس از آن، بستر آماده برای چرخه دیگری از تولید هوای غنی از اکسیژن می‌شود.
استفاده از دو مخزن جاذب به تولید مداوم گاز مورد نظر کمک می‌کند. همچنین، اجازه می‌دهد تا فشار مخازن برابر شود، یعنی گازی که از مخزن در حال کاهش فشار خارج می‌شود، برای بخشی از افزایش فشار مخزن دوم استفاده شود. این کار باعث صرفه‌جویی قابل توجهی در انرژی می‌شود و در صنایع به‌طور معمول انجام می‌شود.

## جاذب‌ها
علاوه بر اینکه می‌توان بین گازهای مختلف تفاوت قائل شد، جاذب‌های سیستم‌های PSA معمولاً مواد بسیار متخلخلی هستند که به خاطر سطح ویژه وسیعشان انتخاب می‌شوند. جاذب‌های متداول شامل زئولیت، کربن فعال، ژل سیلیکا، آلومینا یا رزین‌های مصنوعی هستند. با اینکه گاز جذب شده روی این سطوح ممکن است فقط از یک لایه با ضخامت یک یا چند مولکول تشکیل بشوند، ولی سطح‌هایی با چند صد متر مربع بر گرم می‌توانند بخش زیادی از وزن جاذب را به شکل گاز جذب کنند. این جاذب‌ها علاوه بر تمایلشان به گازهای مختلف، زئولیت‌ها و بعضی انواع کربن فعال می‌توانند از ویژگی‌های الک مولکولی خود، برای جدا کردن بعضی مولکول‌های گاز از ساختار آنها بر اساس اندازه و شکل مولکول‌ها استفاده کنند و در نتیجه توانایی جذب مولکول‌های بزرگتر را محدود سازند.

## کاربردها

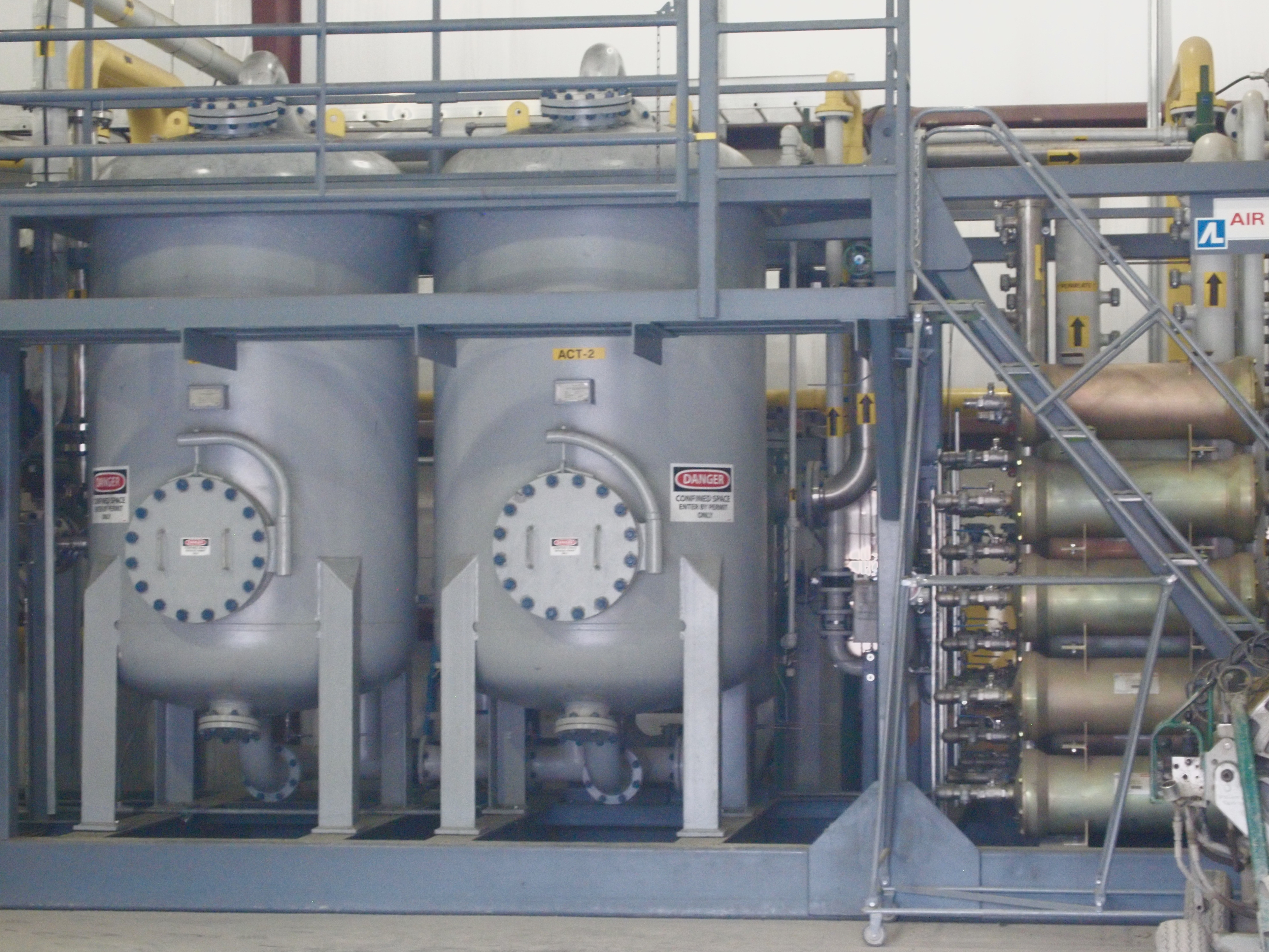
غشای جداکننده گاز لغزشی، در فرایند جداسازی گاز از زباله در قبرستان زباله‌ها.

علاوه بر استفاده از تکنولوژی PSA برای تأمین اکسیژن پزشکی و به عنوان جایگزینی برای ذخیره‌سازی برودتی حجمی یا فشاری، این تکنولوژی در بسیاری از کاربردهای دیگر نیز استفاده می‌شود. یکی از کاربردهای اصلی PSA در حذف دی‌اکسید کربن (CO 2) به عنوان مرحله نهایی در سنتز تجاری مقیاس بزرگ هیدروژن (H 2) برای استفاده در نفت‌کشی‌ها و تولید آمونیاک (NH3) است. کارخانه‌های پالایشگاهی از تکنولوژی PSA در حذف سولفید هیدروژن (H2S) از جریان‌های تغذیه و بازیافت واحدهای هیدروتریتنینگ و هیدروکراکینگ استفاده می‌کنند. یکی دیگر از کاربردهای PSA جداسازی دی‌اکسید کربن از بیوگاز است که باعث افزایش نسبت متان (CH4) می‌شود. از طریق PSA می‌توان بیوگاز را به کیفیتی مشابه گاز طبیعی ارتقا داد. این شامل یک فرایند در استفاده از گاز فاضلاب جهت ارتقا گاز فاضلاب به گاز متان بالایی با کیفیتی مشابه گاز طبیعی برای فروش است.
سیستم‌های PSA همچنین در موارد زیر استفاده می‌شود:
- سیستم‌های پیشگیری از آتش‌سوزی هوای هیپوکسیک برای تولید هوا با خلوص اکسیژن پایین.
- کارخانه‌های تولید پروپیلن با استفاده از هیدروژن زدایی پروپان. این کارخانه‌ها شامل اولویت برای یک ماده انتخابی برای جذب متان و اتان نسبت به هیدروژن هستند.[۲]
- واحدهای تولیدکننده نیتروژن صنعتی مبتنی بر فرایند PSA می‌توانند گاز نیتروژن را با خلوص بالا (تا ۹۹٫۹۹۹۵٪) از هوای فشرده تولید کنند. با این حال، چنین ژنراتورهایی برای تأمین محدوده‌های متوسط در خلوص و جریان مناسب‌تر هستند. ظرفیت این واحدها بر حسب نیوتن متر مکعب معمولی در ساعت، (۱ نیوتن متر مکعب بر ساعت معادل ۱۰۰۰ لیتر بر ساعت در هر یک از شرایط استاندارد دما و فشار و رطوبت است)
  - برای نیتروژن: از ۱۰۰ نیوتن مترمکعب بر ساعت در خلوص ۹۹٫۹٪ تا ۹۰۰۰ نیوتن مترمکعب بر ساعت در خلوص ۹۷٪
  - برای اکسیژن: تا ۱۵۰۰ نیوتن مترمکعب بر ساعت با حدود خلوص بین ۸۸٪ تا 93%[۳]

در چارچوب جمع‌آوری و ذخیره کربن (CCS)، تحقیقات نیز در حال حاضر در حال انجام است تا برای جذب کربن دی‌اکسید در مقادیر گسترده از نیروگاه‌های زغال‌سنگ قبل از زمین سازی، به منظور کاهش تولیدات گازهای گلخانه‌ای از این نیروگاه‌ها، اقدامات جدی صورت گیرد.
همچنین، استفاده از PSA به عنوان یک جایگزین آینده برای فناوری جذب غیرقابل بازیابی در سامانه‌های پشتیبانی از زندگی فضایی نیز مورد بحث قرار گرفته است، به منظور کاهش وزن و افزایش زمان کارکرد لباس فضانوردی.
این فرایند در دستگاه‌های تولید اکسیژن پزشکی استفاده می‌شود که توسط بیماران امفیزما و کووید-۱۹ و دیگرانی که نیاز به هوای غنی از اکسیژن برای تنفس دارند، استفاده می‌شود.

## گستره فناوری PSA

### PSA دو فازی
در فرایند DS-PSA (گاهی هم به آن Dual Step PSA می‌گویند) که برای تولید نیتروژن در آزمایشگاه‌ها استفاده می‌شود، گاز نیتروژن در دو مرحله تولید می‌شود: در مرحله اول، هوای فشرده از یک غربال مولکولی کربنی عبور می‌کند و نیتروژن با خلوص حدود ۹۸٪ تولید می‌شود؛ در مرحله دوم، این نیتروژن از یک غربال مولکولی کربنی دیگر عبور می‌کند و خلوص نهایی نیتروژن تا ۹۹٫۹۹۹٪ می‌رسد. گاز پرج از مرحله دوم بازیافت می‌شود و قسمتی از آن به عنوان گاز ورودی مرحله اول استفاده می‌شود.
علاوه بر این، فرایند پرج با استفاده از تخلیه فعال برای عملکرد بهتر در چرخه بعدی پشتیبانی می‌شود. هدف از این تغییرات، بهبود کارایی نسبت به فرایند PSA معمولی است.
DS-PSA می‌تواند برای افزایش غلظت اکسیژن هم استفاده شود. در این حالت، یک زئولیت مبتنی بر سیلیکا آلومینیوم نیتروژن را در مرحله اول جذب می‌کند و اکسیژن با خلوص ۹۵٪ در خروجی می‌دهد، و در مرحله دوم یک غربال مولکولی کربنی نیتروژن باقی‌مانده را جذب می‌کند و اکسیژن تا خلوص ۹۹٪ تغلیظ می‌شود.

### Rapid PSA
فرایند Rapid PSA یا همون RPSA بیشتر در دستگاه‌های قابل حمل تولید اکسیژن استفاده می‌شود. این فرایند اجازه می‌دهد اندازه بستر جاذب خیلی کوچک شود. هنگامی که خلوص بالا ضروری نباشد و گاز ورودی (هوا) بتواند دور ریخته شود. این فرایند با سریع کردن سیکل فشار و تخلیه متناوب دو انتهای ستون با همان سرعت کار می‌کند. این یعنی گازهای غیرجذب شده خیلی سریع‌تر از طول ستون عبور می‌کنند و در انتهای دور تخلیه می‌شوند، در حالی که گازهای جذب شده فرصتی برای عبور پیدا نخواهند کرد و در انتهایی نزدیک تخلیه می‌شوند.

### Vacuum swing adsorption
فرایند VSA یا همون Vacuum Swing Adsorption گازهای خاصی را از یک مخلوط گازی در فشار نزدیک به محیط جدا می‌کند؛ سپس فرایند به سمت یک خلأ می‌رود تا ماده جاذب را بازسازی کند. VSA با دیگر تکنیک‌های PSA متفاوت است زیرا در دما و فشار نزدیک به دما و فشار محیط کار می‌کند. VSA معمولاً گاز را با استفاده از یک خلأ از طریق فرایند جداسازی عبور می‌دهد. در سیستم‌های اکسیژن و نیتروژن VSA، خلأ معمولاً توسط یک سیستم دمنده تولید می‌شود. سیستم‌های هیبریدی VPSA نیز وجود دارند. سیستم‌های VPSA گاز فشرده را به فرایند جداسازی گازها اعمال می‌کنند و همین‌طور گازهای بی اثر را وارد خلأ می‌کنند. سیستم‌های VPSA، مثل یکی از دستگاه‌های قابل حمل تولید اکسیژن، از کارآمدترین سیستم‌ها هستند که با شاخص‌های معمول صنعتی، مثل بازیافت (گاز خارج شده از محصول (تخلیه) /گاز ورودی) و بهره‌وری (گاز تخلیه از محصول-جرم ماده غربال) اندازه‌گیری می‌شوند. به‌طور کلی، نتیجه بازیافت بیشتر، کمپرسور کوچکتر، دمنده یا منابع گاز فشرده یا خلأ کوچکتر و مصرف برق کمتر می‌شود. بهره‌وری‌های بالاتر به بسترهای غربال کوچکتر می‌انجامد. مصرف‌کننده به احتمال زیاد به شاخص‌هایی که تفاوت بیشتری در کل سیستم دارند مانند: مقدار گاز محصول تقسیم بر وزن و اندازه سیستم، هزینه اولیه و نگهداری سیستم، مصرف برق سیستم یا سایر هزینه‌های عملیاتی، و قابلیت اطمینان و مواردی از این قبیل توجه بسیاری خواهد کرد.